# Desmodium palmeri
Desmodium palmeri är en ärtväxtart som beskrevs av William Botting Hemsley. Desmodium palmeri ingår i släktet Desmodium och familjen ärtväxter. Inga underarter finns listade i Catalogue of Life.